# قاچاق جنسی در ایران
قاچاق جنسی در ایران معضلی اجتماعی است که هر از گاهی با دستگیری یکی از سرشبکه‌های باندهای قاچاق دختران و زنان ایرانی به کشورهای هم‌جوار، به‌ویژه امارات متحده عربی به منظور بهره‌کشی جنسی از آن‌ها، مورد توجه قرار می‌گیرد.

## چگونگی
ایران کشوری مبدأ، عبوری و مقصد برای مردان، زنان و کودکانی است که به‌منظور قاچاق جنسی و کار اجباری درگیر پدیده قاچاق انسان می‌شوند. سن برخی افراد قاچاق شده حتی از ۱۳ تا ۱۷ سال نیز گزارش شده‌است. قربانیان عموماً مجبور به برخی کارهای اجباری نظیر انجام خدمات خانگی نیز می‌شوند. طبق گزارش‌ها، از سال ۲۰۰۹ تا ۲۰۱۵ میلادی، این روند افزایش چشم‌گیری داشته‌است. در طول دوره گزارش، شبکه‌های قاچاق ایرانی دختران ایرانی را در فاحشه‌خانه‌های اقلیم کردستان عراق مورد بهره‌کشی قرار داده‌اند. باندهای خلاف‌کار سازمان‌یافته، کودکان ایرانی و مهاجر را ربوده یا خریداری کرده و مجبور می‌کنند به عنوان گدایان و فروشندگان خیابانی در شهرها از جمله تهران کار کنند. این کودکان که گاهی تنها سه سال دارند، توسط قاچاقچیان مورد سوءاستفاده جنسی قرار گرفته و گاهی قاچاقچیان با معتاد کردنشان به مواد مخدر، آنان را مجبور می‌کنند تن به چنین کارهایی بدهند. برپایه گفته‌ها، ۱۵۰ دلار، قیمت متوسط خریدوفروش کودکان خیابانی در ایران است.
ده‌ها دختر از ایران به پاکستان آورده می‌شوند تا هر روز به عنوان برده جنسی فروخته شوند. بیش‌تر زنانی که قربانی قاچاق جنسی در ایران می‌شوند، در ۲۴ ساعت نخست خروج خود مورد تجاوز قرار می‌گیرند. همچنین در روزنامه‌های تهران گفته شده که شخصیت‌های ارشد دولت در خرید، فروش و سوءاستفاده از زنان و کودکان جوان نقش داشته‌اند. دختران فراری بی‌خانمان، به‌سبب آسیب‌پذیری بیش‌تر، هدف‌های آسان‌تری برای قاچاق‌چیان هستند. طبق برآوردها، نزدیک به 123000 زن و دختر در تهران تن‌فروشی می‌کنند. در حالی که بیشتر این زنان در خیابان‌ها مشغول هستند؛ اما ۲۵۰ فاحشه‌خانه نیز در تهران وجود دارد.

## اقدامات
ایران در سال‌های اخیر پیشرفت‌هایی در زمینه مبارزه با قاچاق و قاچاق انسان در سطوح ملی، منطقه‌ای و بین‌المللی داشته است. UNODC و جمهوری اسلامی ایران در ژوئن 2020 به توافق اولیه برای راه اندازی اقدام جهانی علیه قاچاق انسان و قاچاق مهاجر (GLO.ACT- آسیا و خاورمیانه) دست یافتند.این پروژه همچنین از طریق تقویت مکانیسم های شناسایی، ارجاع و حفاظت به قربانیان قاچاق انسان و مهاجران آسیب پذیر کمک مستقیم می کند.
در سال 2004 نیز، مجلس ایران قانون منع قاچاق انسان و سایر قوانین را برای مجازات قاچاقچیان مهاجر و مهاجران غیرقانونی تصویب کرد.و همینطور سازمان بهزیستی کشور از طریق مراکز اورژانس اجتماعی سیار و ثابت به قربانیان و افراد در معرض خطر قاچاق کمک می کند و سرپناه‌های موقت برای دختران جوان فراری فراهم میکند.